# Sigrid Löffler

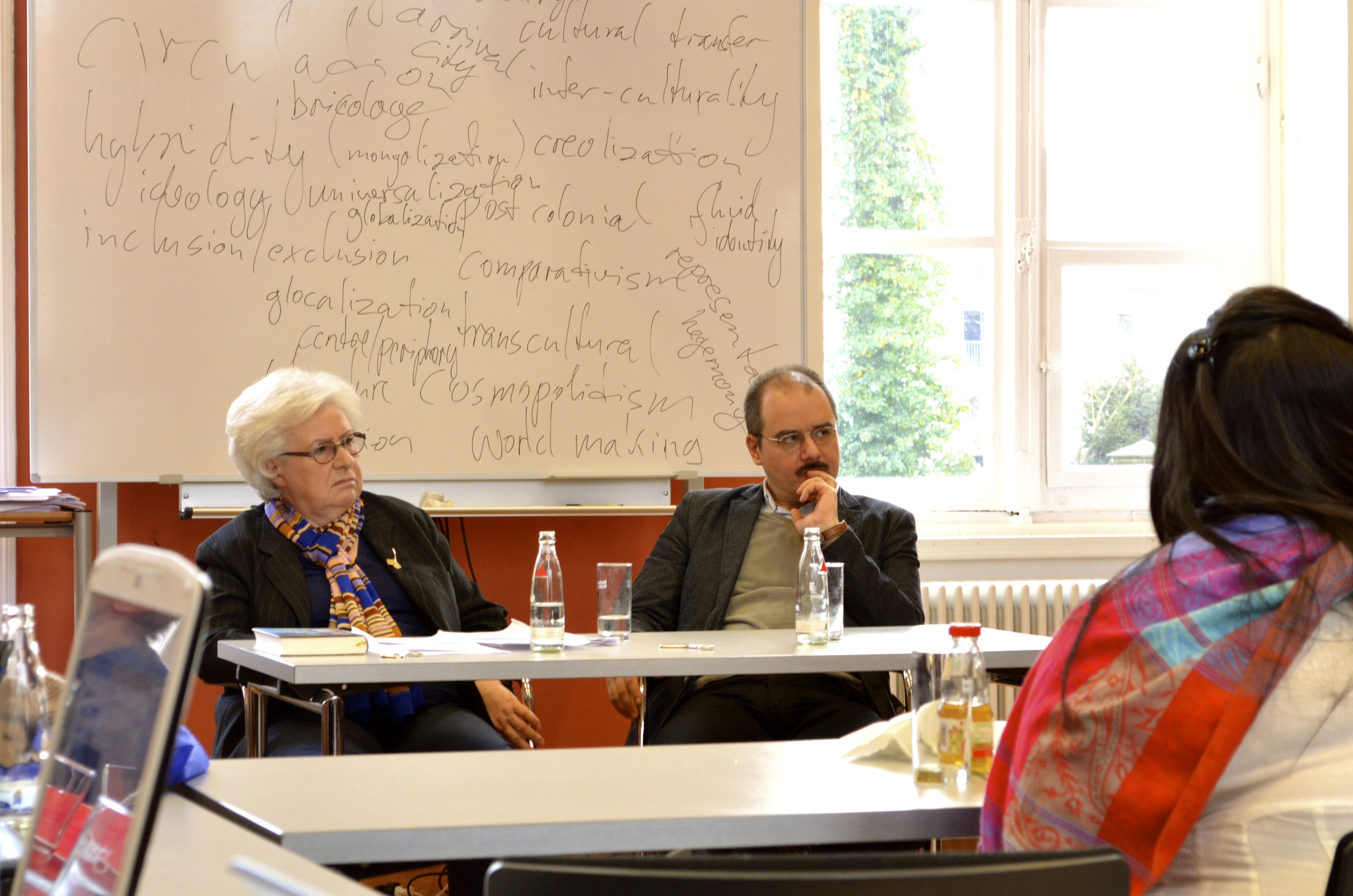
Sherko Fatah och Sigrid Löffler i diskussion med elever i intensivkurs i världslitteratur i Göttingen, 2014.

Sigrid Löffler, född 26 juni 1942 i Aussig, Sudetenland, är en österrikisk publicist, kulturkorrespondent och litteraturkritiker. Hon studerade anglistik, germanistik, filosofi och pedagogik vid Wiens universitet. 

## Priser
- 1974: Dr.-Karl-Renner-Publizistikpreis
- 1991: Bayerischer Fernsehpreis
- 1992: Österreichischer Staatspreis für Kulturpublizistik
- 2001: Preis der Stadt Wien für Publizistik
- 2010: Hedersdoktor vid universitetet i Bielefeld, vid fakulteten för litteratur.